# Солотвинець (струмок)
Солотвинець — струмок в Україні, у Долинському районі Івано-Франківської області, лівий доплив Мизунки (басейн Дністра).

## Опис
Довжина річки приблизно 3,5 км. Формується з багатьох безіменних струмків.

## Розташування
Бере початок на сході від села Верхньої Рожанки. Тече переважно на північний схід і на північно-східній околиці Сенечіва впадає у річку Мизунку, ліву притоку Свічі.